# Pieve dei Santi Cosma e Damiano
La pieve dei Santi Cosma e Damiano si trova a San Gusmè, frazione di Castelnuovo Berardenga.

## Storia e descrizione
È nota fin dall'867, ma l'attuale edificio in stile neoromanico, con facciata a capanna ornata di una bifora, risale al XX secolo.
All'interno del borgo fortificato si trova anche la chiesa della Compagnia della Santissima Annunziata, dallo svettante campanile neomedievale edificato tra la fine del XIX e l'inizio del XX secolo.
L'interno, coperto a capriate, mostra due altari laterali in stucco del 1701, mentre sull'altare maggiore è collocata una cinquecentesca Annunciazione attribuita all'attività giovanile di Pietro Sorri. Le due tele raffiguranti San Paolo e San Pietro sono copie da dipinti di Rutilio Manetti conservati a Siena (Museo civico) e provenienti probabilmente da questa chiesa.